# Jason Block
Jason Block (Calgary, 28 december 1989) is een Canadese zwemmer.

## Carrière
Op de Canadian Olympic Swimming Trials 2016 kwalificeerde Block zich, op de 4x100 meter wisselslag, voor de Olympische Zomerspelen 2016 in Rio de Janeiro.

## Internationale toernooien
| Jaar | Olympische Spelen | WK langebaan | WK kortebaan  | PanPacs | Gemenebestspelen | Pan-Amerikaanse Spelen |
| ---- | ----------------- | ------------ | ------------- | ------- | ---------------- | ---------------------- |
| 2016 | 5-21 augustus     |              | 6-11 december |         |                  |                        |

## Persoonlijke records
Bijgewerkt tot en met 6 augustus 2015
Kortebaan
| Afstand         | Tijd    | Datum            | Plaats  |
| --------------- | ------- | ---------------- | ------- |
| 50m schoolslag  | 27,22   | 23 februari 2013 | Calgary |
| 100m schoolslag | 59,08   | 21 februari 2013 | Calgary |
| 200m schoolslag | 2.09,86 | 22 februari 2013 | Calgary |

Langebaan
| Afstand         | Tijd    | Datum           | Plaats        |
| --------------- | ------- | --------------- | ------------- |
| 50m schoolslag  | 27,64   | 15 mei 2016     | Charlotte     |
| 100m schoolslag | 1.00,59 | 5 april 2016    | Toronto       |
| 200m schoolslag | 2.12,87 | 6 augustus 2015 | Pointe-Claire |